# Thecophora flavipes
Thecophora flavipes är en tvåvingeart som först beskrevs av Enrico Adelelmo Brunetti 1923.  Thecophora flavipes ingår i släktet Thecophora och familjen stekelflugor. Inga underarter finns listade i Catalogue of Life.